# Spilosoma multiscripta
Spilosoma multiscripta är en fjärilsart som beskrevs av Holland 1893. Spilosoma multiscripta ingår i släktet Spilosoma och familjen björnspinnare. Inga underarter finns listade i Catalogue of Life.